# Roy E. Disney

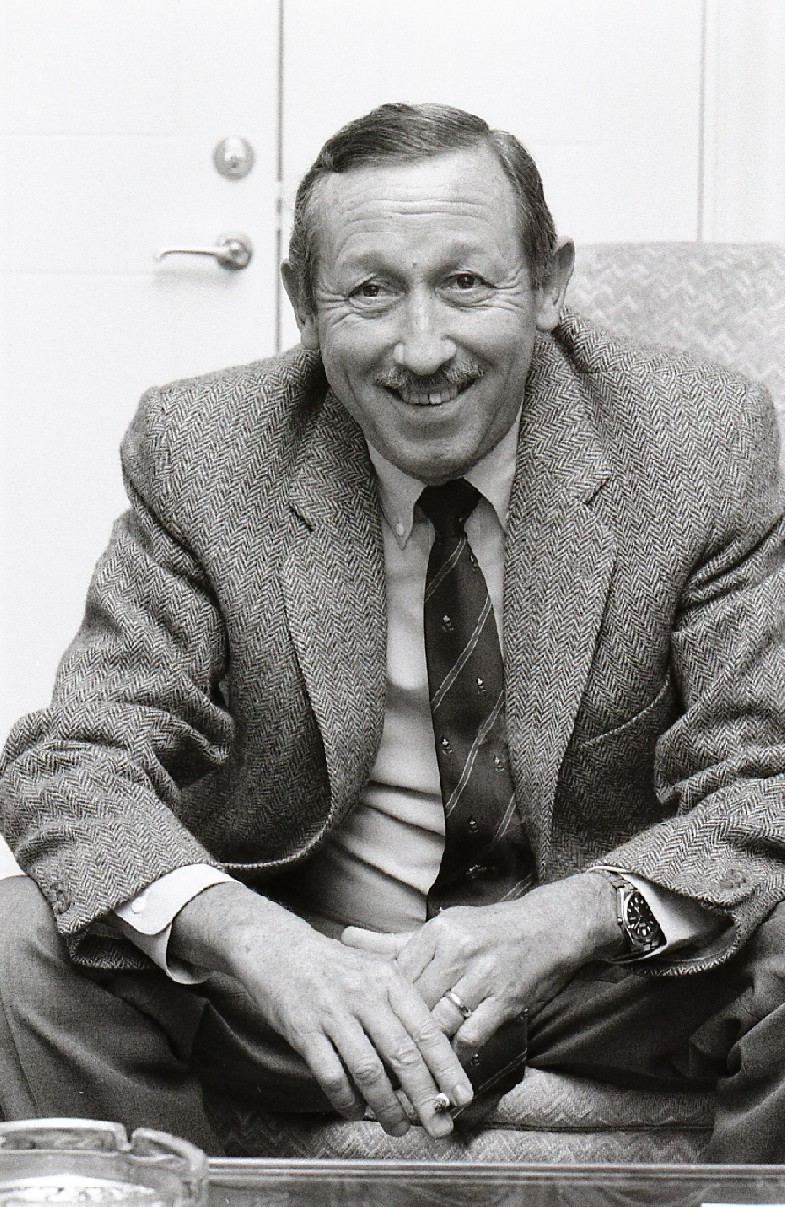
Roy E. Disney (1990)

Roy Edward Disney (* 10. Januar 1930 in Los Angeles, Kalifornien; † 16. Dezember 2009 in Newport Beach, Kalifornien) war der Sohn des Mitbegründers der Walt Disney Company, Roy Oliver Disney, und der Neffe des Firmengründers Walt Disney.

## Werdegang
Roy E. Disney begann 1954 in der Walt Disney Company als Mitarbeiter beim Filmschnitt der True-Life-Adventure-Filme (Filme nach dem „wahren Leben“) mitzuarbeiten. 1967 wurde er in den Aufsichtsrat der Firma gewählt. 1977 verließ er den Aufsichtsrat, nachdem er sich mit seinen Kollegen zerstritten hatte. 1984 kehrte er als Vizedirektor in den Aufsichtsrat zurück und leitete die Animationsabteilung. Er setzte sich das Ziel, die Animationstradition der Firma zu erneuern, und hatte bis zum Ende der Dekade großen Erfolg damit. Die Mitarbeiter waren dankbar für die große künstlerische Freiheit, die er ihnen gewährte.
Am 16. Oktober 1998 erhielt er überraschend vom Vorstandsvorsitzenden Michael D. Eisner auf der neu eröffneten Disney Legends Plaza den prestigevollen Disney Legends Award.
Roy E. Disneys Lieblingsprojekt war der Film Fantasia 2000, eine Quasi-Fortsetzung des Films Fantasia von 1940 seines Onkels Walt Disney, die dieser zwar immer im Sinne hatte, aber nie verwirklichte. Roy E. Disney war der ausführende Produzent der Fortsetzung, deren Entwicklung neun Jahre dauerte und die am 17. Dezember 1999 uraufgeführt wurde.
Sein Amt als Vizedirektor gab er als letztes Familienmitglied des Konzerns im November 2003 auf. Der damals 73-Jährige kam damit einem Ausschluss aus Altersgründen zuvor. Zudem bestanden Differenzen mit Firmenchef (CEO) Michael Eisner. Disney kritisierte dessen Führungsstil, durch den das Unternehmen in der Öffentlichkeit als „habgierig, seelenlos und stets auf der Suche nach dem schnellen Dollar“ wahrgenommen werde. Er war Initiator der „Save Disney“-Website, die die Disney-Leitung kritisierte, mit dem Ziel, Eisner von der Konzernspitze zu verdrängen und die Konzernpolitik zu erneuern. Nachdem der Posten des CEO am 1. Oktober 2005 an Robert A. Iger überging, wurde die Website abgeschaltet.
Roy E. Disney, der im fortgeschrittenen Alter seinem Onkel Walt Disney verblüffend sowohl im Aussehen als auch in der Mentalität ähnelte, heiratete 1955 Patricia Ann Dailey und war Vater von vier Kindern. Im Januar 2007 reichte seine Frau nach 52 Jahren die Scheidung ein, als Grund nannte sie „unüberbrückbare Differenzen“.
Er war das letzte Familienmitglied der Disney-Familie, das aktiv an der Führung des Unternehmens beteiligt war. Am 16. Dezember 2009, im Alter von 79 Jahren, erlag er einem Magenkarzinom.

## Sportliche Aktivitäten
Roy Edward Disney war ein aktiver Segler, der 1997 den Einrumpf-Rekord im Transpacific Yacht Race in 7 Tagen, 11 Stunden, 41 Minuten und 27 Sekunden mit seiner Yacht Pyewacket einer Santa Cruz 70 ultralight (entworfen von Bill Lee) aufstellte. Er war Mitglied im San Diego Yacht Club.

## Auszeichnungen
- 1993 – Winsor McCay Award der Annie Awards
- 1995 – DIVA-Award
- 1998 – Gregoriusorden[2]
- 2002 – Preis für sein Lebenswerk im Animationsfilm des Santa Clarita International Film Festival
- 2004 – eine Oscar-Nominierung für den Kurzfilm Destino (2003)
- 2007 – Legacy Award des Jackson Hole Wildlife Film Festival[3]